# 스캴판다플리오트

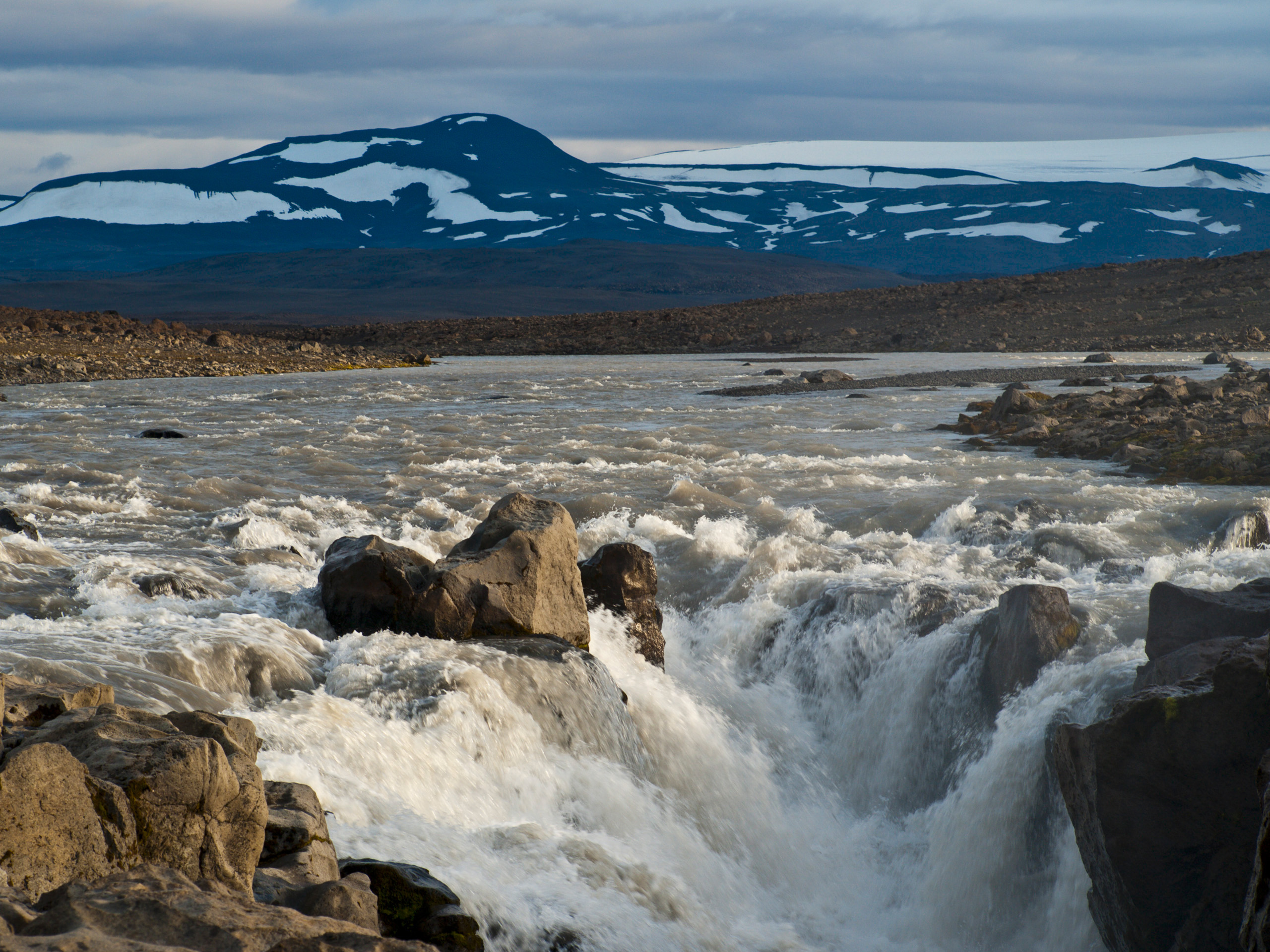
스캴판다플리오트강의 상류 부근

스캴판다플리오트(아이슬란드어: Skjálfandafljót)강은 아이슬란드 북쪽 지역에 위치한 강이다. 강의 길이는 178km로 아이슬란드에서 네 번째로 긴 강이다. 아이슬란드 중앙고원에 있는 바트나이외쿠틀 빙하의 북서쪽 경계에서 발원하여 북쪽 방향으로 스프렌기산뒤르 하이랜드(Sprengisandur Highland)도로와 평행하게 흐르다가 마침내 스캬울판디(Skjálfandi) 만으로 흘러나간다. 스캴판다플리오트 강에는 고다포스, 흐라프나브야르가포스(Hrafnabjargafoss), 알데이야르포스, 바르나포스 및 울라포스(Ullarfoss) 등 수많은 폭포들이 존재한다.